# Giarre
Giarre – miejscowość i gmina we Włoszech, w regionie Sycylia, w prowincji Katania.
Według danych na rok 2004 gminę zamieszkiwały 26 402 osoby, 977,9 os./km².